# NGC 2339
NGC 2339 este o intermediate spiral galaxy⁠(d) situată în constelația Gemenii. A fost descoperită în 1789 de către William Herschel. Se află la o distanță de 35,32 de megaparseci de Pământ.